# Trebusz

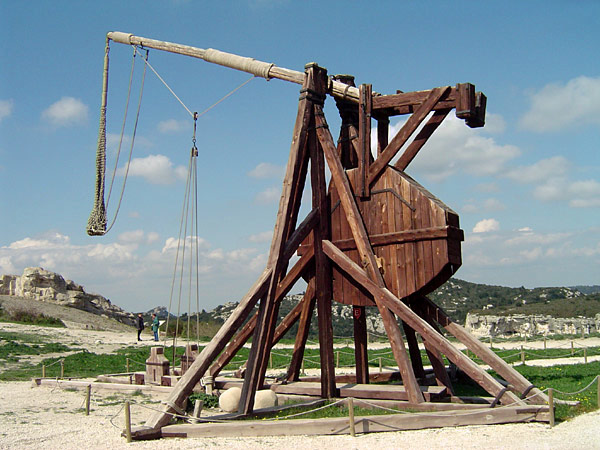
Trebusz (tripantium)

Trebusz – starożytna i średniowieczna broń artyleryjska; barobalistyczna machina miotająca, wykorzystująca zasadę dźwigni, miotająca pociski stromotorowo ze znaczną celnością. Trebusz był stosowany dość powszechnie i stąd ma w różnych językach różne miejscowe nazwy: trebuszet, trebuczet, trabutium, frondibola, perier, bleide, tribock, petraria itd. Dla przykładu francuską nazwę frondibola utworzono z połączenia francuskiego słowa fronde (proca) i greckiego bolis (pocisk).

## Konstrukcja

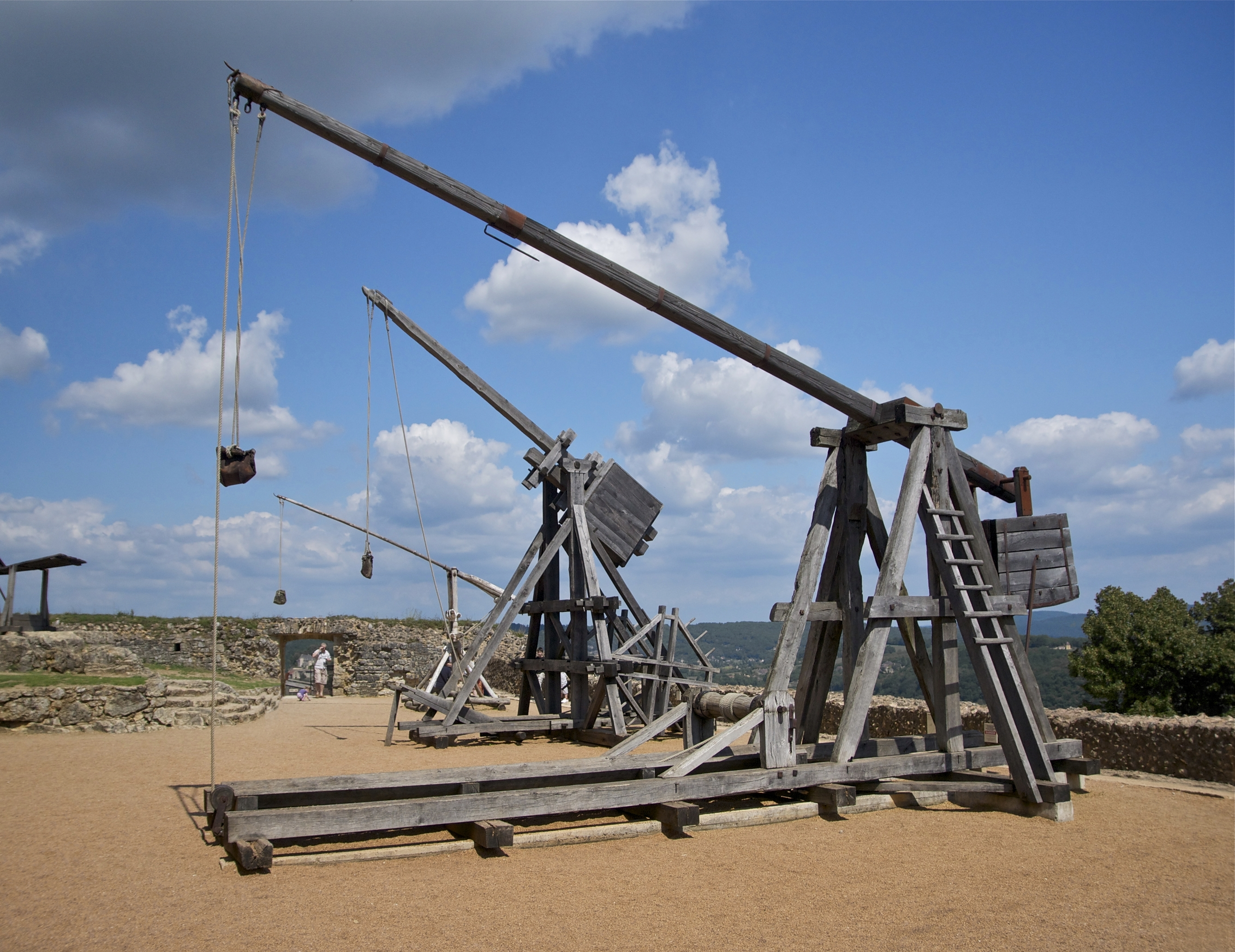
Rekonstrukcja trzech trebuszy z Château de Castelnaud w Dordogne we Francji

Ze względu na siłę napędową rozróżniamy 3 rodzaje:
- ciągniony;
- z przeciwwagą;
- hybrydowy.

Pierwotnie używany trebusz był napędzany siłą ludzkich mięśni. Pocisk przyczepiony był do dłuższego ramienia, a załoga maszyny ciągnęła za krótszą część z użyciem lin. Wzmianki o tych maszynach pochodzą z obszaru Chin sprzed IV wieku p.n.e. Często używane przez Chińczyków i przez Arabów podczas bitew w celu rozbijania szyków jednostek i obniżania morale przeciwnika.
Następcą, który wyparł poprzednią technologię, jest model hybrydowy, który pochodzi ze świata islamu. Stworzony na potrzeby podbojów arabskich w VIII wieku, dzięki wyprawom krzyżowym został przeniesiony do krajów basenu śródziemnego i na północ Europy.
Trebusz z przeciwwagą, mimo że najbardziej skomplikowany, był w istocie olbrzymią, mechaniczną procą działającą na zasadzie dźwigni. Siłę wyrzutu zapewniał znaczny ciężar (po grecku baros) – pojemnik z kamieniami lub ołowiem, na stałe zamocowany na krótszym ramieniu. Odblokowany wraz z ramieniem opadał pod wpływem siły ciężkości, powodując gwałtowny ruch obrotowy drugiego, dłuższego ramienia. Ramię to miało podczepioną elastyczną kieszonkę, zawierającą jeden lub więcej pocisków, uwalnianych na zasadzie siły odśrodkowej w chwili zahamowania ruchu dźwigni. Krótsze ramię machiny unoszono (przygotowywano do strzału) na zasadzie dźwigni, opuszczając dłuższe za pomocą wielokrążków. Gdy rozmiary trebuszy zaczęły stanowić znaczący problem, w ładowaniu zastosowano kołowroty o dużej średnicy, które były napędzane najczęściej przez ludzi poruszających się wewnątrz mechanizmu (przykładem może być największy wykorzystany podczas oblężenia – War Wolf).

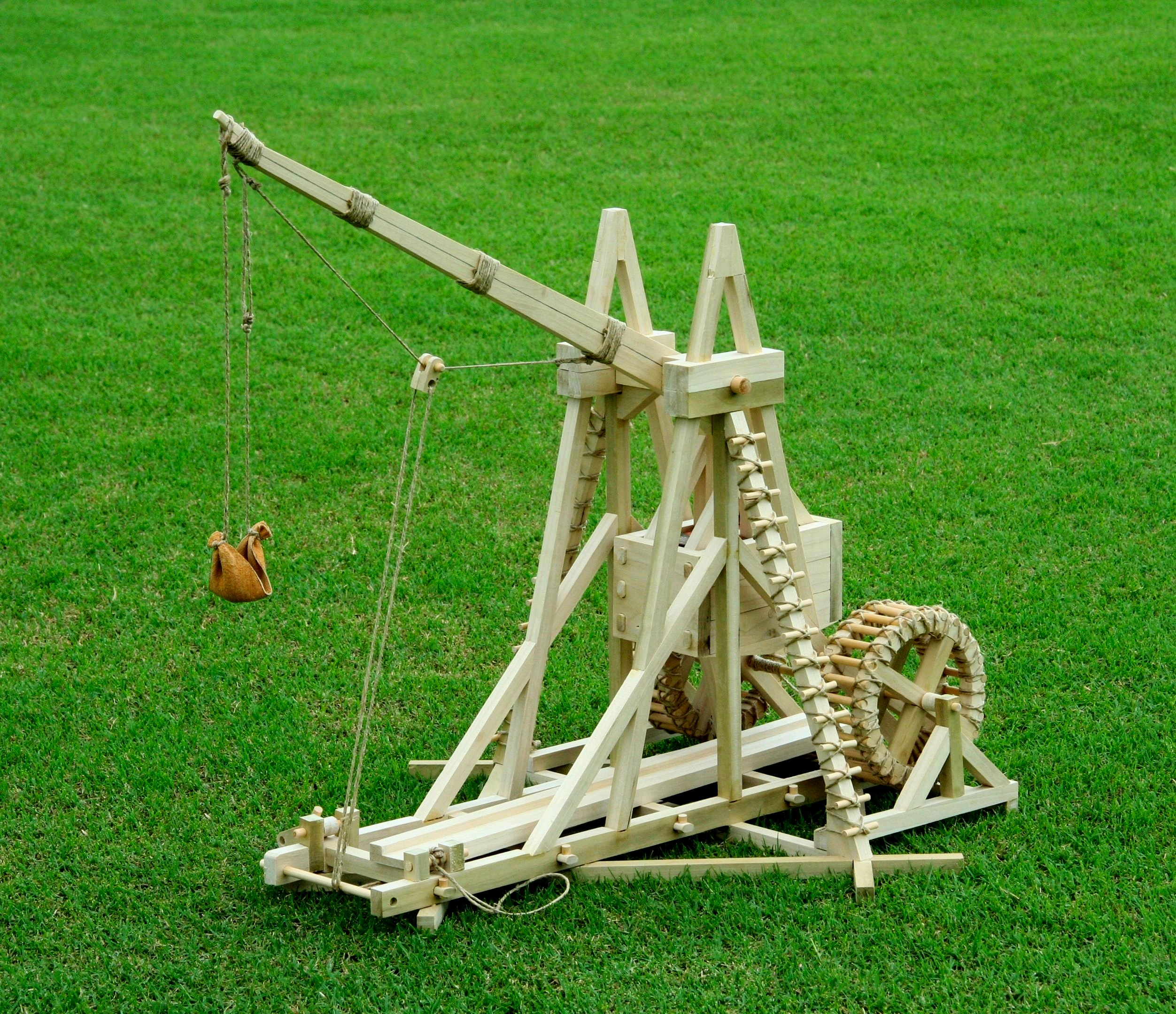
War Wolf, model w skali

Nazwa trebusz raczej błędnie stosowana jest także dla znacznie prostszych machin, takich jak biffa. Biffy ciężar napędzający miały mocowany na linie. Uwolniony, w końcowej fazie zatrzymywał się na ziemi. Machiny te miały większy zasięg, ale mniejszą celność. Według niektórych autorów używane były już w starożytnym Rzymie i Chinach. Przede wszystkim wykorzystywano je powszechnie w całej Europie w okresie średniowiecza. Stosowane były w obronie Paryża przed Normanami w 886 roku czy przez Słowian Zachodnich w walkach z Duńczykami w XII wieku, m.in. w obronie Wołogoszczy w 1184 r., kiedy to celny ostrzał uniemożliwił lądowanie wroga.
Ewolucyjnym połączeniem obu rodzajów machin było tripantium, posiadające przeciwwagę stałą i ruchomą, opracowane w średniowieczu. Miało ono wysoką celność i zasięg większy niż trebusz.
Działająca rekonstrukcja trebusza znajduje się przy zamku w Chudowie i jest jedną z największych w Europie.

## Galeria

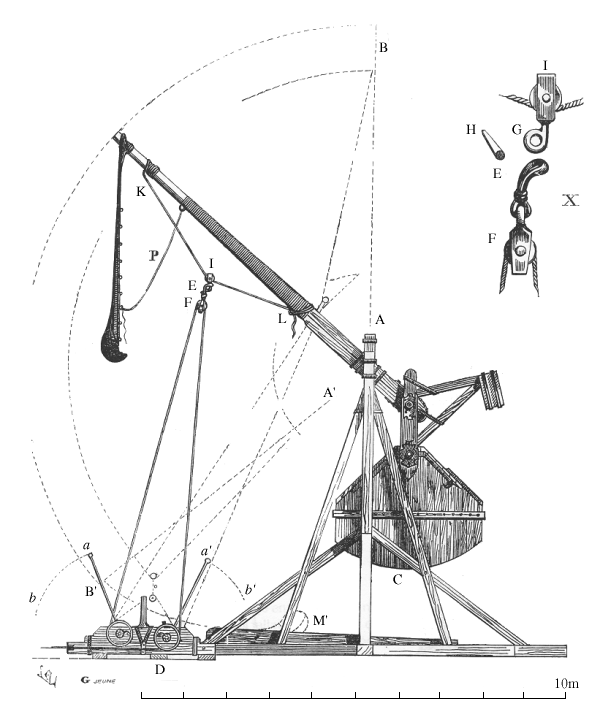
Tripantium – rysunek
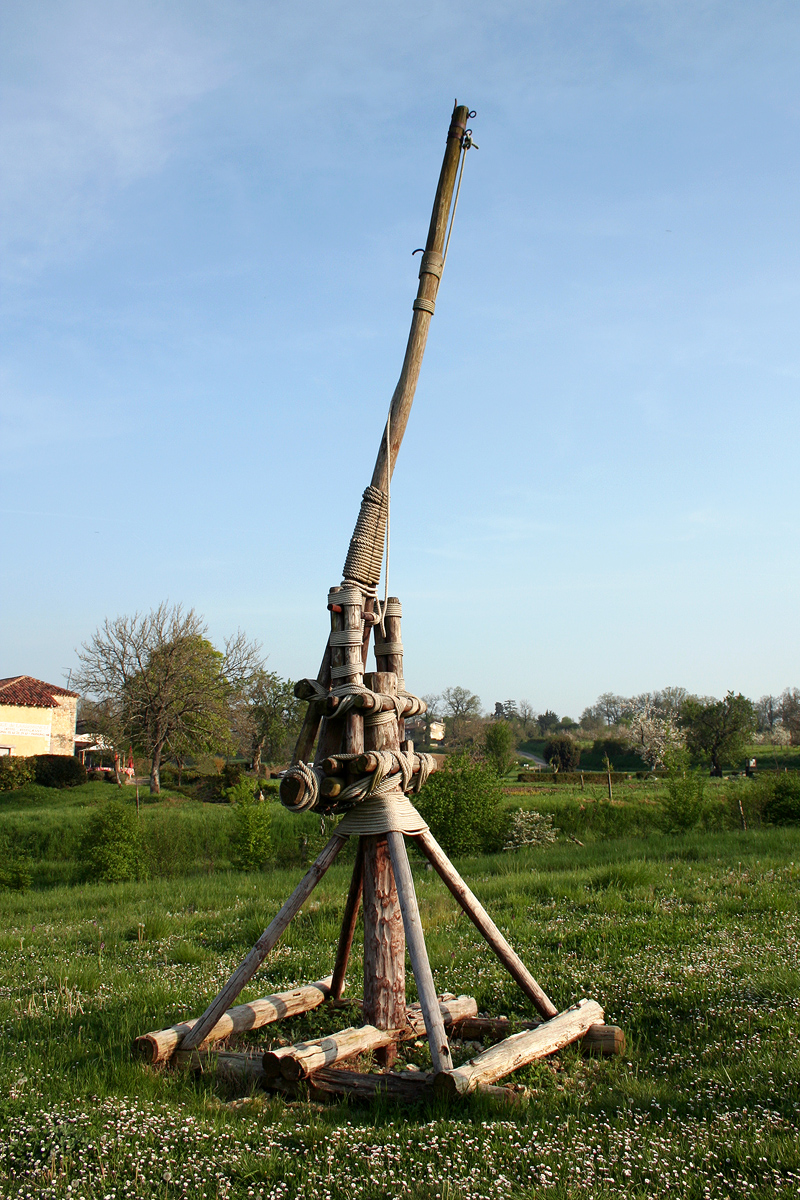
Rekonstrukcja francuskiego pierrière
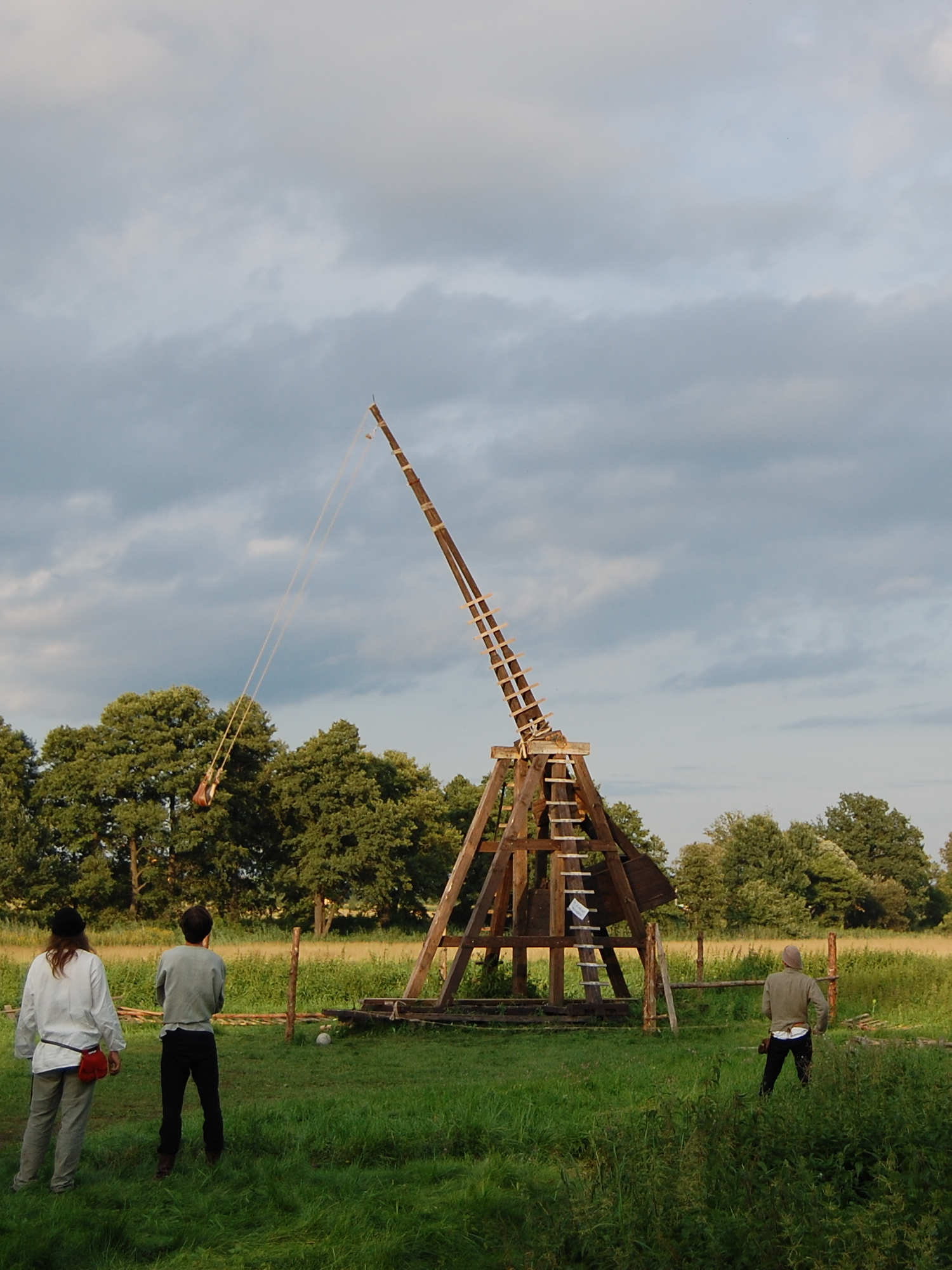
Strzał z trebusza (biffy)